# سيوة كدة عليا
سيوة كدة عليا هي قرية في مقاطعة بيرانشهر، إيران. عدد سكان هذه القرية هو 63 في سنة 2006.